# Rhodospatha oblongata
Rhodospatha oblongata — вид квіткових рослин із родини Araceae, роду Rhaphidophora. Це ліана, рідним ареалом якої є пн., пн.-сх. та пд.-сх. Бразилія, Колумбія, Французька Гвіана, Гаяна, Перу, Суринам, Венесуела.